# Shūhei Kamimura
Shūhei Kamimura (jap. 上村 周平, Kamimura Shūhei; * 15. Oktober 1995 in Mashiki, Präfektur Kumamoto) ist ein japanischer Fußballspieler.

## Karriere
Shūhei Kamimura erlernte das Fußballspielen in der Jugendmannschaft von Roasso Kumamoto. Hier unterschrieb er 2014 auch seinen ersten Profivertrag. Der Verein aus der Präfektur Kumamoto spielte in der zweithöchsten Liga des Landes, der J2 League. 2014 spielte er zweimal in der J.League U-22 Selection. Diese Mannschaft, die in der dritten Liga, der J3 League, spielte, setzte sich aus den besten Nachwuchsspielern der höherklassigen Vereine zusammen. Das Team wurde mit Blick auf die Olympischen Sommerspiele 2016 in Rio de Janeiro gegründet. Die Auswahl der Spieler erfolgte auf wöchentlicher Basis aus einem Pool, für den jeder Verein förderungswürdige Talente benennen konnte; die Zusammensetzung der Mannschaft variierte daher sehr stark von Spiel zu Spiel. Ende 2018 musste er mit dem Verein den Weg in die dritte Liga antreten. 2021 feierte er mit Kumamoto die Meisterschaft der dritten Liga und den Aufstieg in die zweite Liga.

## Erfolge
Roasso Kumamoto
- Japanischer Drittligameister: 2021  ▲